# Đường hầm Sitina
Đường hầm Sitina (tiếng Slovakia: Tunel Sitina) là đường hầm đường cao tốc ở thủ đô Bratislava của Slovakia. Đây cũng là đường hầm có hai ống dẫn đầu tiên của Slovakia.

## Mô tả
Đường hầm Sitina bao gồm hai ống dẫn riêng biệt, mỗi ống dẫn có hai làn xe. Các ống dẫn liên kết với nhau bằng các hành lang thoát hiểm. Có 9 chỗ phát tín hiệu SOS trong mỗi ống dẫn, dùng để liên lạc trực tiếp với nhà điều hành. Vỉa hè ở hai bên đường hầm rộng 1 mét, và lòng đường rộng 7,5 mét.

## Lịch sử
Việc đào đường hầm Sitina bắt đầu diễn ra vào ngày 27 tháng 10 năm 2003. Ống dẫn phía tây được đào xong vào ngày 8 tháng 2 năm 2005, và ống dẫn còn lại hoàn thành vào ngày 3 tháng 5 năm 2005. Đến tháng 12 năm 2005, đường hầm Sitina về cơ bản đã xây dựng xong. Sau đó, đường hầm được lắp thêm các thiết bị công nghệ. Đường hầm Sitina chính thức đi vào sử dụng từ ngày 24 tháng 6 năm 2007. Theo số liệu thống kê năm 2015, mỗi ngày có trung bình khoảng 52.664 lượt xe đi qua đường hầm này. Theo số liệu năm 2011, con số này đã lên đến 1,6 triệu phương tiện mỗi ngày đi qua đường hầm Sitina, trong đó có khoảng 8.000 xe tải.